# Kanton Lesparre-Médoc
Der Kanton Lesparre-Médoc war von 1790 bis 2015 ein französischer Wahlkreis im Arrondissement Lesparre-Médoc, im Département Gironde und in der Region Aquitaine-Limousin-Poitou-Charentes.

## Geschichte
Der Kanton wurde am 4. März 1790 im Zuge der Einrichtung der Départements als Teil des damaligen "Distrikts Lesparre" gegründet.
Mit der Gründung der Arrondissements am 17. Februar 1800 wurde der Kanton als Teil des damaligen Arrondissements Lesparre neu zugeschnitten.
Vom 10. September 1926 bis 1. Juni 1942 gehörte der Kanton zum Arrondissement Bordeaux.
Siehe auch: Geschichte Gironde und Geschichte Arrondissement Lesparre-Médoc.

## Gemeinden
| Gemeinde                | Einwohner Jahr | Fläche km² | Bevölkerungsdichte | Code INSEE | Postleitzahl |
| ----------------------- | -------------- | ---------- | ------------------ | ---------- | ------------ |
| Bégadan                 | 919 (2013)     | –          | – Einw./km²        | 33038      | 33340        |
| Blaignan                | 251 (2013)     | –          | – Einw./km²        | 33055      | 33340        |
| Civrac-en-Médoc         | 628 (2013)     | –          | – Einw./km²        | 33128      | 33340        |
| Couquèques              | 260 (2013)     | –          | – Einw./km²        | 33134      | 33340        |
| Gaillan-en-Médoc        | 2148 (2013)    | –          | – Einw./km²        | 33177      | 33340        |
| Lesparre-Médoc          | 5588 (2013)    | –          | – Einw./km²        | 33240      | 33340        |
| Naujac-sur-Mer          | 942 (2013)     | –          | – Einw./km²        | 33300      | 33990        |
| Ordonnac                | 491 (2013)     | –          | – Einw./km²        | 33309      | 33340        |
| Prignac-en-Médoc        | 210 (2013)     | –          | – Einw./km²        | 33338      | 33340        |
| Queyrac                 | 1377 (2013)    | –          | – Einw./km²        | 33348      | 33340        |
| Saint-Christoly-Médoc   | 286 (2013)     | –          | – Einw./km²        | 33383      | 33340        |
| Saint-Germain-d’Esteuil | 1206 (2013)    | –          | – Einw./km²        | 33412      | 33340        |
| Saint-Yzans-de-Médoc    | 393 (2013)     | –          | – Einw./km²        | 33493      | 33340        |
| Valeyrac                | 533 (2013)     | –          | – Einw./km²        | 33538      | 33340        |
| Vendays-Montalivet      | 2.463 (2013)   | –          | – Einw./km²        | 33540      | 33930        |